# Kończaki
Kończaki (hist. Koulczeky, lat. Conczaki, ukr. Кінчаки, Kinczaky) – wieś na Ukrainie, w  obwodzie iwanofrankiwskim, w rejonie iwanofrankiwskim, stanowi częścią gminy Dubowce. Przez wieś przepływa Horożanka (zwana wcześniej Knechynia) - lewy dopływ Dniestru.

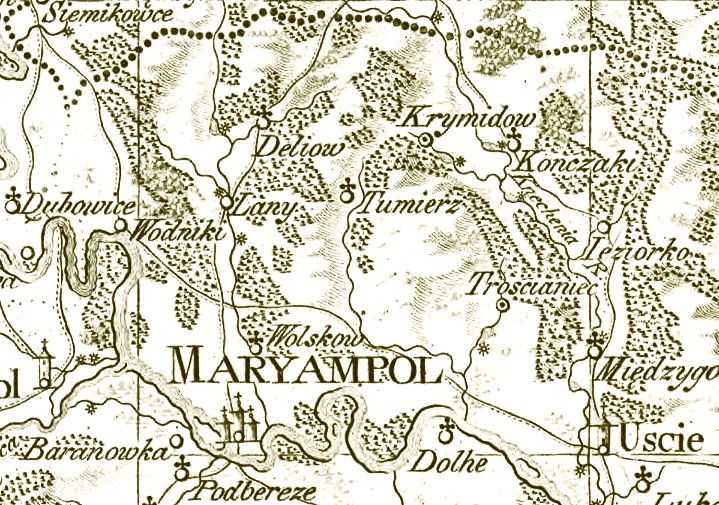
Kończaki na mapie z 1824 r.

Czas I Rzeczypospolitej to częste najazdy i napady kozaków, Turków i Tatarów. Osada stanowiła jedną z wielu twierdz na Podolu. W 1474 zarządcą był Stanisław Tabor (Stanislaus  Thabor). W 1669 szlachcianka Anna Żerebska przekazała wieś Jędrzejowi Potockiemu. 

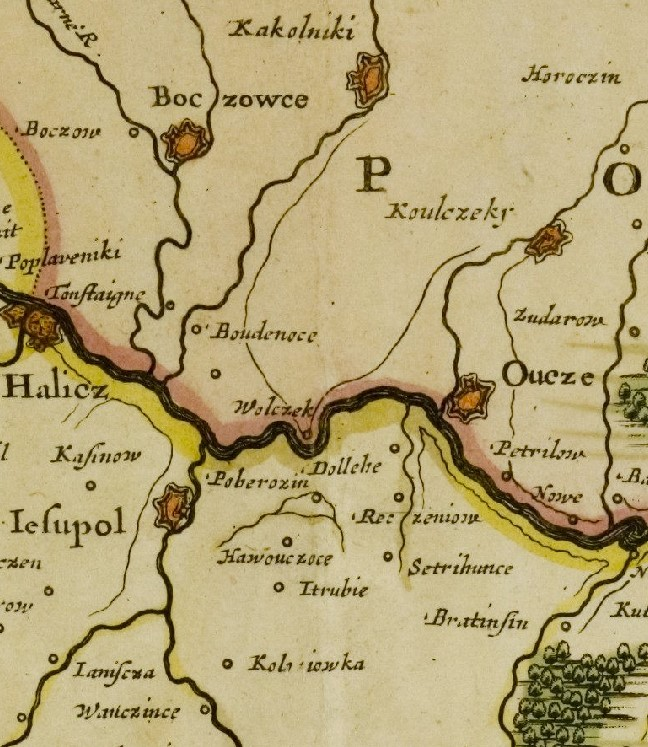
Twierdza Kończaki (Koulczeky) w XVII w.

W czasach Królestwa Galicji i Lodomerii, we wsi funkcjonował młyn, winnica, karczma. 
W 1854 Kończaki nowe et stare zamieszkiwało 813 osób.
Obecnie składa się z dawniej odrębnych wsi Kończaki Nowe i Kończaki Stare.
W latach 1943–1944 nacjonaliści ukraińscy z OUN-UPA zamordowali tutaj 36 Polaków.
Po II wojnie światowej teren włączony w struktury Ukraińskiej Socjalistycznej Republiki Radzieckiej w ZSRR.
Od 1991 r. należy do Ukrainy. Do 2020 w rejonie halickim, obecnie w rejonie iwanofrankiwskim.
W 2001 roku wieś liczyła 516 mieszkańców.